# Роберт Гібсон (астронавт)
Ро́берт Лі Ґібсон (англ. Robert Lee "Hoot" Gibson; нар. 1946) — астронавт НАСА. Здійснив п'ять космічних польотів: як пілот на шатлі «Челленджер» — STS-41-B (р. 1984) і як командир корабля на шаттлах: «Колумбія» — STS-61-C (р. 1986), «Атлантіс» — STS-27 (р. 1988), «Індевор» — STS-47 (1992), «Атлантіс» — STS-71 (р. 1995), капітан ВМС США.

## Освіта
- У +1964 році закінчив середню школу в місті Гантінгтон, штат Нью-Йорк. У 17 років отримав ліцензію пілота-аматора.
- У 1966 році закінчив Коледж графства (округу) Суффолк в штаті Нью-Йорк, і отримав диплом молодшого спеціаліста з технічних наук.
- У 1969 році закінчив Політехнічний університет штату Каліфорнія, і отримав ступінь бакалавра наук з авіаційної техніки

## Військова кар'єра
На службі у ВМС США з 1969 року. Пройшов початкову льотну підготовку на авіабазах Суфле-Філд і Пенсакола у Флориді і на авіабазі біля міста Меридіан в штаті Міссісіпі, служив на авіабазі Мірамар, біля міста Сан-Дієго, Каліфорнія, літав на F-4 Phantom II. Пройшов перепідготовку на авіабазі Кінгсвілл в Техасі. З квітня 1972 по вересень 1975 служив в 111-й винищувальної ескадрильї, брав участь в операціях у В'єтнамі з борту авіаносців USS Coral Sea (CVA-43) і USS Enterprise (CVN-65). Закінчив Школу з бойового застосування винищувачів ВМС «Топґан», після чого служив пілотом-інструктором F-14A в 124-й винищувальної ескадрильї. В червні 1977 закінчив Школу морських льотчиків-випробувачів ВМС США на авіабазі Патаксент-Рівер в штаті Меріленд. Має ліцензію пілота транспортної авіації і багатомоторних літаків, має свідоцтво на право польотів за приладами. У 1991 році встановив світовий рекорд у категорії «Висота горизонтального польоту» для літаків класу C1A, в 1994 році встановив рекорд в категорії «Швидкість підйому на висоту 9000 км». Вийшов у відставку в листопаді 1996 року в званні капітана ВМС США.

## Космічна підготовка
16 січня 1978 зарахований до загону астронавтів НАСА під час 8-го набору. Пройшов курс загальнокосмічної підготовки (ЗКП) і в серпні 1979 року був зарахований до Відділу астронавтів як пілот Шатла. З грудня 1992 по вересень 1994 очолював Відділ астронавтів НАСА. В березні — листопаді 1996 року був заступником директора Відділу льотних екіпажів.

## Космічні польоти
- Перший політ — STS-41-B шаттл «Челленджер». З 3 по 11 лютого 1984 року як пілот. Тривалість польоту склала 7 діб 23 години 17 хвилин.
- Другий політ — STS-61-C, шаттл «Колумбія». З 12 по 18 січня 1986 року як командир корабля. Тривалість польоту склала 6 діб 2 години 5 хвилин.
- Третій політ — STS-27, шаттл «Атлантіс». З 2 по 6 грудня 1988 року як командир корабля. Тривалість польоту склала 4 діб 9:00 6 хвилин.
- Четвертий політ — STS-47, шаттл «Індевор». З 12 по 20 вересня 1992 року як командир корабля. Тривалість польоту склала 7 діб 22 години 31 хвилину.
- П'ятий політ — STS-71, шаттл «Атлантіс». З 27 червня по 7 липня 1995 як командир корабля. Тривалість польоту склала 9 діб 19 годин 23 хвилини.

Загальна тривалість польотів в космос — 36 днів 4 год. 23 хв. Пішов з загону астронавтів у листопаді 1996 року.

## Джерело
- Офіційна біографія НАСА(англ.)